# Edifici de la Creu Blanca
L'Edifici de la Creu Blanca és un edifici de Mataró (Maresme) protegit com a Bé Cultural d'Interès Local.

## Descripció

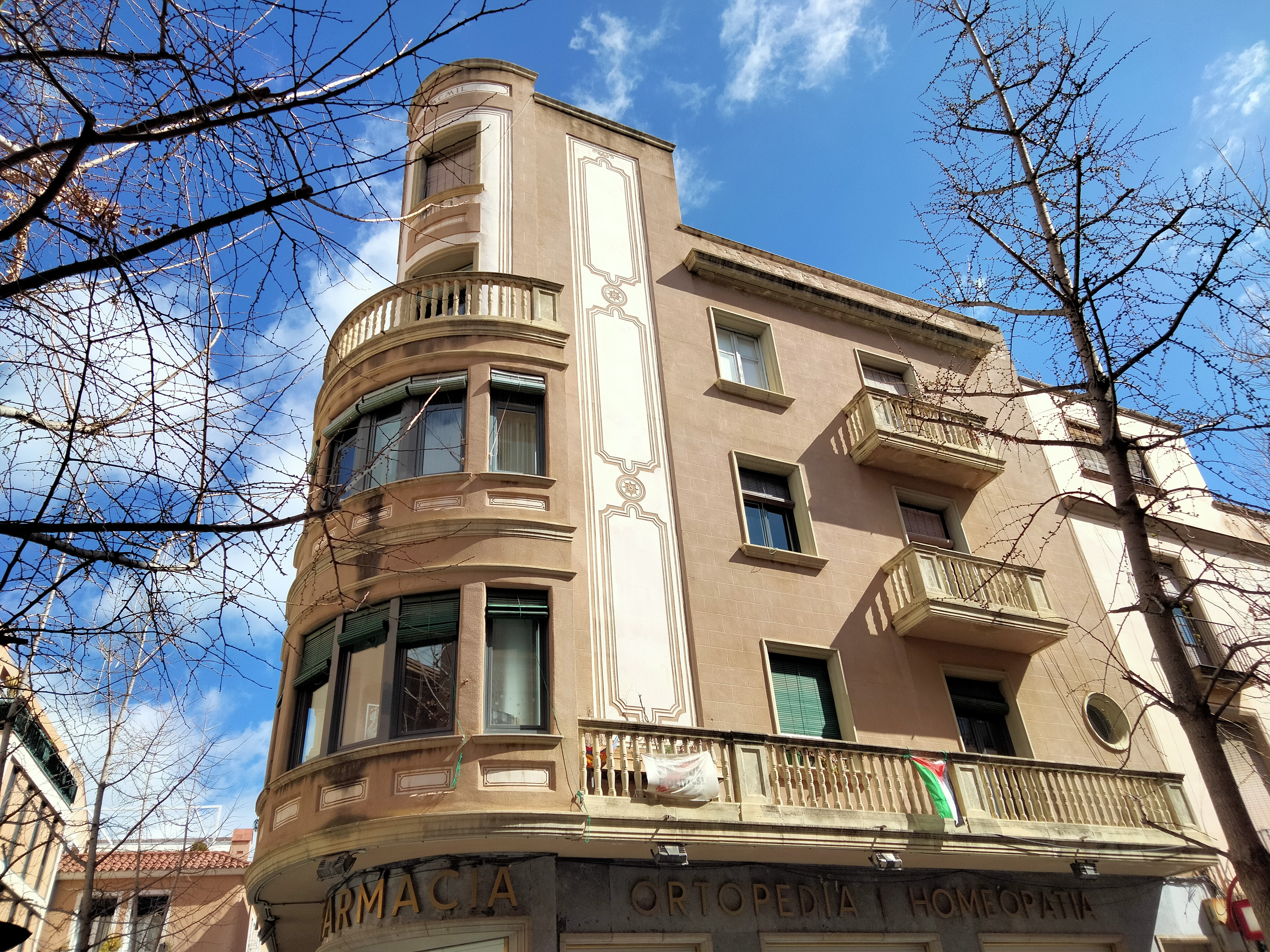
Façana del carrer de Sant Cristòfor

Es tracta d'un edifici en cantonada de planta baixa i tres plantes pis. En les obertures del comerç de planta baixa s'observa la composició racionalista. El cos de cantonada, el volum de la tribuna i la balconada del primer pis assenyalen el caràcter monumentalista de l'edifici, propi de la postguerra. A les dues portes d'accés en planta baixa trobem un relleu obra de l'escultor Llaurador.